# Jesper Nøddesbo
Jesper Brian Nøddesbo (Herning, 23 de outubro de 1980) é um handebolista profissional dinamarquês, campeão olímpico.

## Carreira
Jesper Nøddesbo fez parte do elenco medalha de ouro na Rio 2016.